# Mária Bellová
Mária Bellová, född 1885, Liptovský Peter, död 1973, var en slovakisk läkare. 
Bellová blev den första kvinnliga läkaren i Slovakien 1910.
Hon dog den 20 november 1973 i Príbovce, några dagar efter att hon firat sin 88-årsdag.